# Ϙ
コッパ（ギリシア語: κόππα、古代においては大文字: Ϙ, 小文字: ϙ、現代では大文字: Ϟ, 小文字: ϟ）は使われなくなったギリシア文字の一つで、現在はギリシアの数字の90を表すために用いられる。
西方ギリシア文字では生き残り、エトルリア文字、ラテン文字（Q）として伝わった。
初期のキリル文字でもコッパ(Ҁ, ҁ)が90を表していた。

## 起源
ギリシア文字のϘ, ϙ　は、フェニキア文字 𐤒 （コーフ、子音/q/）に由来し、字形をほぼ保っている。なおフェニキア文字が使われたセム語では音韻的にも k （カフ、子音/k/）とは区別された。
ギリシア語は子音/q/を用いなかったが、古くは後続する母音によって子音字を書き分け、母音 a,e,i の前では Κ（カッパ）、奥舌母音o,uの前では Ϙ（コッパ）を用いた。
これが「Κ」に統一されたのは紀元前6世紀以降である。イオニア式アルファベットが標準化されるとコッパは通常の文字としては使われなくなり、数字の90としてのみ残存した。
数字90を表す文字は後にさまざまな形に変化した。

## 符号位置
下に表が有ります。
| 大文字 | Unicode | JIS X 0213 | 文字参照       | 小文字 | Unicode | JIS X 0213 | 文字参照       | 備考       |
| ------ | ------- | ---------- | -------------- | ------ | ------- | ---------- | -------------- | ---------- |
| Ϙ      | U+03D8  | -          | &#x3D8; &#984; | ϙ      | U+03D9  | -          | &#x3D9; &#985; | 古代の字形 |
| Ϟ      | U+03DE  | -          | &#x3DE; &#990; | ϟ      | U+03DF  | -          | &#x3DF; &#991; | 数字       |